# Gustaf Dahlbeck
Gustaf Otto Vilhelm Dahlbeck (ur. 5 czerwca 1883 w Östersund, zm. 10 kwietnia 1953) – szwedzki inżynier.

## Życiorys
W 1901 ukończył szkołę średnią, a w 1906 Królewski Instytut Techniczny oraz jednocześnie został oficerem rezerwy armii szwedzkiej. Pracował jako inżynier w Luleå i Göteborgu. Był zatrudniony w szwedzkich Kolejach Państwowych. W wojsku był awansowany do stopni porucznika inżynierii w 1913 oraz podpułkownika w 1932.
17 kwietnia 1946 został odznaczony Krzyżem Komandorskim z Gwiazdą Orderu Odrodzenia Polski.